# Everything Changes (Lied)
Everything Changes ist ein Popsong der britischen Band Take That aus dem Jahr 1993. Er wurde vom Sänger Gary Barlow gemeinsam mit Michael Ward, Eliot Kennedy und Cary Baylis geschrieben und im März 1994 als fünfte Single des gleichnamigen zweiten Studioalbums der Band ausgekoppelt.

## Hintergrund
Everything Changes wurde von Gary Barlow in Kooperation mit Michael Ward, Eliot Kennedy und Cary Baylis geschrieben und von den drei Letztgenannten auch produziert. Er erschien im März 1994 über die Label RCA und BMG als Single. Es handelt sich um einen schnelleren, tanzbaren Popsong mit Pianobegleitung und einigen Discoelementen, bei dem Robbie Williams den Leadgesang übernimmt. Im Songtext wird der angesprochenen Person durch die Hauptfigur versichert, dass sie sie auch über eine große Entfernung liebt und dass die Beziehung trotz aller Veränderungen bestehen bleibt.

## Musikvideo
Das Musikvideo in Sepia basiert auf der Singleversion (ohne Spoken-Word-Intro des Albums) und zeigt die Gruppe in einer Bar, wo sie mit einigen Mädchen, aber auch Kindern und älteren Menschen feiert. Gary Barlow ist am Klavier zu sehen. Das Video weist durch die Location und den Sepiaton starke Ähnlichkeiten zu Give Me Just a Little More Time von Kylie Minogue zwei Jahre zuvor auf. Es wurde bei YouTube mehr als 8 Millionen Mal aufgerufen.

## Rezeption
Everything Changes wurde nach Pray, Relight My Fire und Babe zum vierten Nummer-eins-Hit in Folge im Vereinigten Königreich und erreichte zudem alsbald Silber-Status.

### Chartplatzierungen
| ChartsChartplatzierungen     | Höchstplatzierung | Wochen |
| ---------------------------- | ----------------- | ------ |
| Deutschland (GfK)            | 17 (16 Wo.)       | 16     |
| Österreich (Ö3)              | 26 (4 Wo.)        | 4      |
| Schweiz (IFPI)               | 22 (13 Wo.)       | 13     |
| Vereinigtes Königreich (OCC) | 1 (13 Wo.)        | 13     |

| ChartsJahrescharts (1994)    | Platzierung |
| ---------------------------- | ----------- |
| Vereinigtes Königreich (OCC) | 20          |

### Auszeichnungen für Musikverkäufe
| Land/Region                  | Auszeichnungen für Musikverkäufe (Land/Region, Auszeichnung, Verkäufe) | Verkäufe |
| ---------------------------- | ---------------------------------------------------------------------- | -------- |
| Vereinigtes Königreich (BPI) | Gold                                                                   | 400.000  |
| Insgesamt                    | 1× Gold ·                                                              | 400.000  |